# Symphonie no 8 de Schubert
Pour les articles homonymes, voir Symphonie no 8.
La symphonie en si mineur, D. 759, de Franz Schubert, fut composée en 1822 mais ne fut découverte que plusieurs années après la mort du compositeur, contribuant à sa renommée. On lui attribue habituellement le no 8 (mais elle porte parfois le no 7).
Parce qu'elle ne comporte que deux mouvements, elle reste connue sous le nom de « Symphonie inachevée » (allemand : Die Unvollendete).

## Mouvements
Les deux mouvements sont :
1. Allegro moderato en si mineur
2. Andante con moto en mi majeur

Le troisième mouvement, un scherzo, a été ébauché par Schubert. Il comporte 120 mesures à l'état d'esquisses pour piano, dont les vingt premières en partie orchestrées.

## Inachèvement
Schubert n’a apparemment pu composer d'autres mouvements afin de compléter une symphonie si solidement amorcée. À cette question, plusieurs hypothèses ont été avancées, comme la découverte par Schubert de sa syphilis.
D'autres considèrent que c'est parce qu'il a été trop occupé par de nouvelles œuvres commandées. Il est possible qu'il n'ait par la suite plus eu l'envie de revenir sur cette symphonie liée à une phase dépressive de sa vie.

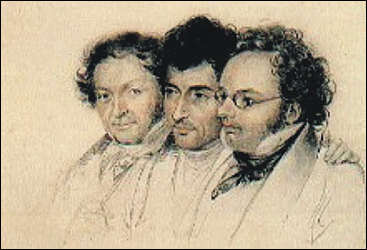
Lithographie de Johann Baptist Jenger, Anselm Hüttenbrenner et Franz Schubert, par Josef Eduard Teltscher.

En tout état de cause, Schubert offrit vraisemblablement son manuscrit à Josef Hüttenbrenner qui le remettra à son frère Anselm Hüttenbrenner, possiblement en remerciement de son admission en tant que membre honoraire de la Société musicale de Styrie (de). C'est finalement en 1865, bien après la mort de Schubert, que la première de cette symphonie inachevée eut lieu, à Vienne, dirigée par Johann von Herbeck (il fit suivre les deux mouvements par le finale de la troisième symphonie). Elle sera publiée peu après et contribuera grandement à la renommée du compositeur, devenant même, selon le musicologue Michel Parouty, « l'une des pages les plus illustres de l'histoire de la musique ».

## Tentatives pour terminer la symphonie
En 1928, à l'occasion du centième anniversaire de la mort de Schubert, la Columbia Gramophone Company lance un concours  pour terminer la symphonie. Dans la zone "anglaise", le pianiste Frank Merrick le remporte. Son Scherzo et son Final sont joués à l'époque et depuis oubliés ; cependant ils sont diffusés à la fin des années 1980 dans les Boeing 747 de la compagnie Swissair entre Zurich et Hong-Kong.
Plus récemment, le musicologue britannique Brian Newbould établit une autre complétion de la symphonie, dans laquelle il intègre les propres esquisses du Scherzo de Schubert (le trio devait être complété) et réutilise la musique de l'intermède de la pièce Rosamunde en guise de quatrième mouvement. L'achèvement de Newbould a été enregistré par Neville Marriner en 1983 et l’Orchestra of the Age of Enlightenment en 1990.
Une complétion plus récente est celle de Stefan Gottfried, enregistrée pour Aparté avec le Concentus Musicus de Vienne en 2018,.
Le premier entracte de Rosamunde est considéré par quelques musicologues comme le véritable Final de la symphonie. Il est aussi en si mineur, l'instrumentation est la même que dans l'original et l'ambiance musicale est similaire à celle des deux premiers mouvements. Le cas échéant, ce serait alors Schubert qui l'en aurait extrait pour s'en servir dans Rosamunde.
En 1988, le musicologue William Carragan a produit sa propre complétion du scherzo et du finale en utilisant l'esquisse du scherzo de Schubert et en augmentant l'entr'acte en si mineur Rosamunde pour le finale, en y ajoutant une introduction lente basée sur le deuxième entr'acte,. Cet achèvement a été interprété par Gerd Schaller avec la Philharmonie Festiva et enregistré pour Profil Records. Une autre interprétation de l'achèvement de Carragan – avec qualqujes changements mineurs – par l'Orchestre MusicaNova est disponible sur YouTube.
Une réalisation similaire a été réalisée et enregistrée par le chef d'orchestre Mario Venzago, en utilisant la Musique de Ballet N° 1 de Rosamunde ainsi que lentr'acte pour le Trio. 
Un autre achèvement a été réalisé par Benjamin-Gunnar Cohrs et Nicola Samale. Une première version de 2004 a été exécutée Yoon Kuk Lee avec le St. Gellert Academy Orchestra le 24 september 2010. En 2015, Cohrs a publié une nouvelle « Urtext édition » de la symphonie, qui contient le Scherzo comme troisième mouvement et utilise la musique d'acte intermédiaire n° 1 de la musique de scène pour « Rosamunde » comme quatrième mouvement. Cette édition a été exécutée le 28 avril 2018 par Stefan Gottfried avec le Concentus Musicus Wien, au Musikverein de Vienne.
En 2019, le constructeur chinois de téléphone Huawei a créé une suite à l'œuvre inachevée grâce à la technologie de son nouveau smartphone et l'intervention de Lucas Cantor, compositeur contemporain. Le résultat est peu convaincant et ne ressemble pas au style de Schubert, mais plutôt à « une bande-son de blockbuster ».